# Carterocephalus argyrostigma
Carterocephalus argyrostigma is een vlinder uit de familie van de dikkopjes (Hesperiidae). De wetenschappelijke naam van de soort is voor het eerst geldig gepubliceerd in 1851 door Eduard Friedrich Eversmann.